# Marcus Scribonius Libo Drusus
Marcus Scribonius Libo Drusus was een politicus ten tijde van de Romeinse Keizerrijk. In het jaar 16 was hij praetor.
Scribonius Libo was de zoon of neef van Lucius Scribonius Libo, die in 34 v.Chr. consul was, en broer van Lucius Scribonius Libo, die in het jaar 16 consul was.
De jonge Libo Drusus werd door senator Firmius Catus aangezet tot het geloof in de riten der Chaldeeën, en toen de laatste genoeg bewijzen hiervoor had liet hij Libo Drusus beschuldigen van het voorbereiden van een opstand tegen keizer Tiberius. Deze benoemde de nietsvermoedende jongeman tot praetor, zodat hij hem beter in de gaten kon houden. Hij werd uiteindelijk aangeklaagd door Fulcinius Trio, en na vergeefse hulpbeden aan zijn verwanten pleegde hij zelfmoord voordat hij kon worden gearresteerd.
Na zijn dood werd zijn zaak in de senaat behandeld: zijn bezittingen werden onder zijn aanklagers verdeeld, er werd besloten dat niemand in de Sriboniusfamilie (Latijns: gens Scribonia) nog de toenaam Drusus mocht krijgen en 13 september, de dag dat Libo Drusus zichzelf het leven nam, werd een feestdag. Keizer Tiberius vermeldde dat als Libo Drusus geen zelfmoord had gepleegd, hij voor diens leven zou hebben gepleit, zelfs al was hij schuldig.